# Triple concierto (Beethoven)

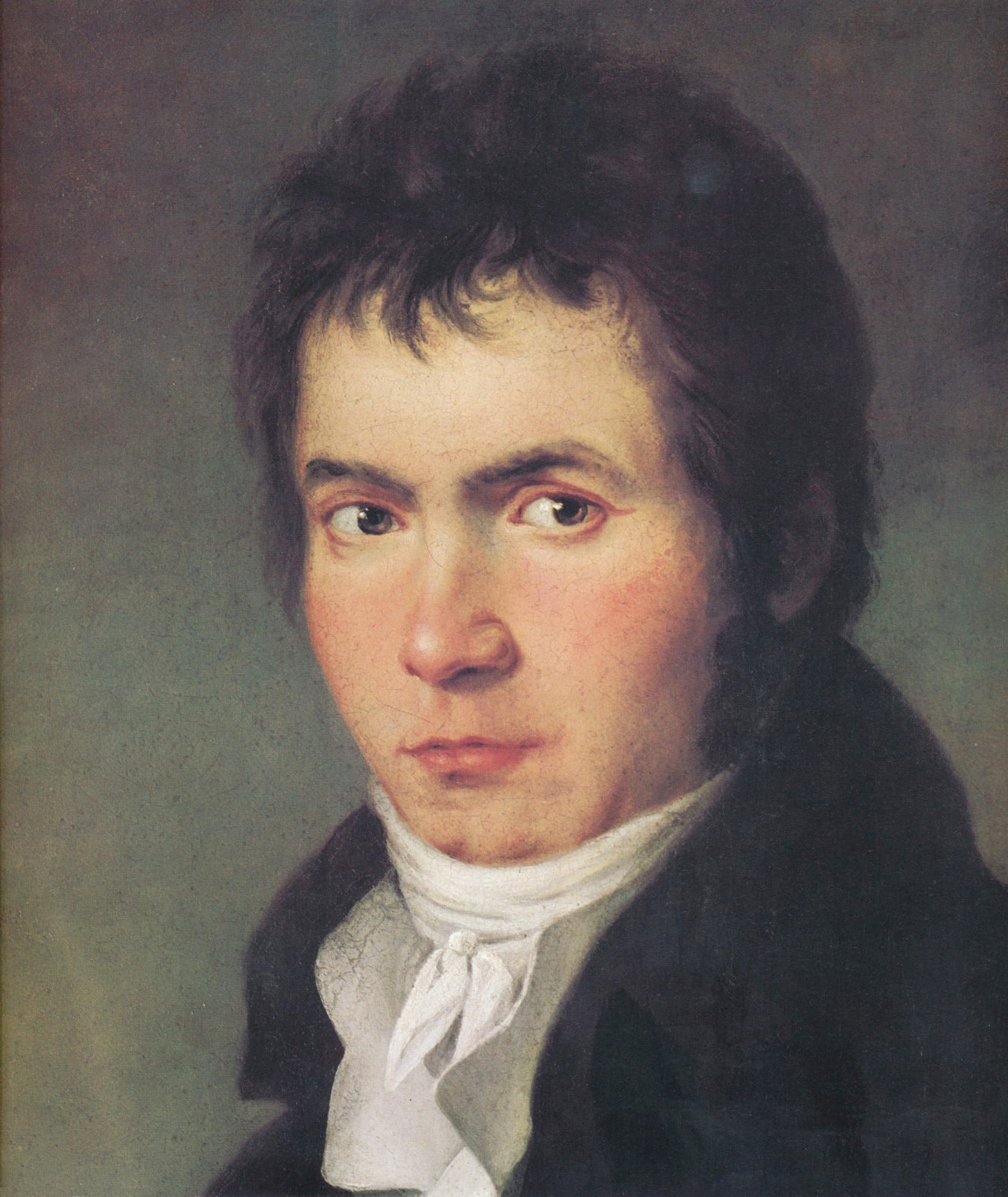
Beethoven en 1804

El Concierto para violín, violonchelo y piano en do mayor, Op. 56, también conocido como Triple concierto, fue compuesto por Ludwig van Beethoven en 1804. La partitura está dedicada al príncipe Joseph Franz Maximilian von Lobkowitz.

## Historia

### Composición
La composición de esta pieza comenzó a principios de 1804 y terminó en mayo o junio de ese mismo año. En 1802 Beethoven había elaborado algunos bocetos para esta misma combinación de instrumentos, pero los abandonó cuando se canceló el concierto en el que iba a participar. En octubre de 1803 se menciona un Triple concierto en una carta que su hermano Carl envió a la editorial Breitkopf & Härtel. El compositor probablemente empezó a trabajar en esta obra poco después de esta misiva.
Se trata del único concierto escrito por Beethoven para más de un instrumento solista. A menudo se trata como el hermano menos brillante de otras imponentes creaciones compuestas en la misma época: el Concierto para piano n.º 4, el Concierto para violín y la Sinfonía n.º 4 y Fidelio, la única ópera del maestro alemán. Es importante señalar que esta obra parece escrita pensando en un pianista aficionado, puesto que la parte de piano es relativamente sencilla. No obstante, se requieren músicos profesionales para la exigente parte del violonchelo y la parte del violín, que es menos difícil pero aun así bastante desafiante. Para Michael Steinberg sería fascinante saber qué razones movieron al compositor, que estaba a punto de completar su Sinfonía Heroica, a emprender esta combinación instrumental para concierto sin precedentes y rara vez intentada de nuevo o no de forma impresionante hasta ahora.

### Estreno y publicación

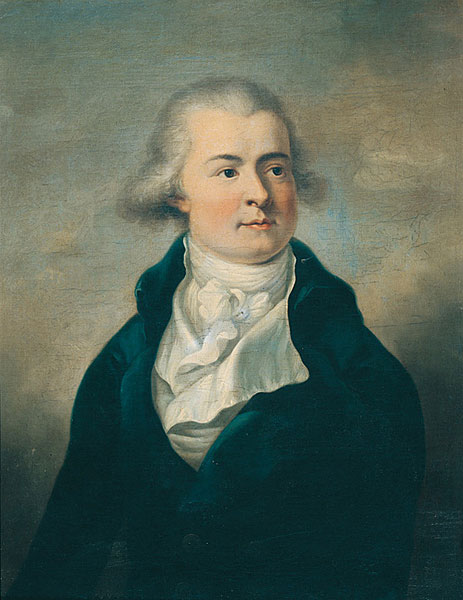
Príncipe Lobkowitz, dedicatario de la pieza.

La primera interpretación privada se dio el 23 de enero de 1805 en los conciertos de verano del Palacio Augarten (Augartenkonzert) en Viena con Anton Wranitzky en el violín, Anton Kraft en el violonchelo y el propio compositor al piano. Las fuentes no se ponen de acuerdo en cuanto a la fecha del estreno. Conforme a Theodore Albrecht el estreno público oficial pudo celebrarse el 18 de febrero de 1808 en Leipzig, mientras que Michael Steinberg afirma que fue en abril de 1808. Estos autores sí coinciden en que los solistas para aquella ocasión fueron, según el Allgemeine musikalische Zeitung de 27 de abril, el violinista Heinrich August Matthäi, el violonchelista Justus Johann Friedrich Dotzauer y la pianista Elisabeth (o María) Müller. La siguiente representación documentada, que antes se creía que era el estreno, fue en mayo de 1808 en el Augarten de Viena con el violinista Ignaz Schuppanzigh, el violonchelista Anton Kraft y el pianista fue Beethoven.
La primera publicación de este opus fue llevada a cabo por la editorial Bureau des Arts et d'Industrie en 1807 en Viena. La dedicatoria que figura en la partitura impresa era el Fürst (príncipe) Joseph Franz Maximilian von Lobkowitz, uno de los primeros y principales mecenas de Beethoven en Viena. Como muestra de gratitud, Beethoven dedicó al príncipe las siguientes composiciones musicales: las Sinfonías n.º 3 "Eroica", n.º 5 y n.º 6 "Pastoral", además de los seis Cuartetos de cuerdas Op. 18, el Triple concierto Op. 56, el Cuarteto de cuerdas Op. 74 y el ciclo de lieder An die ferne Geliebte. Se barajó que pudiera haber sido para otro de sus mecenas, el archiduque Rodolfo de Austria. Anton Schindler, uno de los primeros biógrafos del compositor, sostenía que la parte de piano del Triple concierto había sido escrita para el archiduque, la de violín para Ferdinand August Seidler y la de violonchelo para Anton Kraft. El archiduque bajo la tutela de Beethoven logró ser un consumado pianista y tenía menos de veinte años de edad cuando se compuso la pieza. Quizá por esta razón la parte para piano es a la vez vistosa y fácil, respaldada por otros dos solistas más maduros y hábiles. Sin embargo, no hay prueba de que Rodolfo interpretase la pieza. La musicóloga Susan Kagan, biógrafa del archiduque, considera improbable esta suposición y más bien sospecha que Beethoven pretendía ser él mismo el pianista solista. Por su parte, Sieghard Brandenburg señaló que Beethoven probablemente no conoció al archiduque hasta 1808.

## Instrumentación
La partitura está escrita para violín, violonchelo y piano solistas y una orquesta formada por:
- Viento madera: 1 flauta, 2 oboes, 2 clarinetes, 2 fagotes.
- Viento metal: 2 trompas, 2 trompetas.
- Percusión: timbales.
- Cuerda: una sección de cuerdas con violines I y II, violas, violonchelos y contrabajos.

## Estructura y análisis
El concierto consta de tres movimientos:
- I. Allegro, en do mayor 4
4
- II. Largo [-attacca-], en la bemol mayor 3
8
- III. Rondo alla Polacca, en do mayor 3
4

La interpretación de esta obra dura aproximadamente 35 minutos. Este concierto muestra similitudes con el género del trío para piano y la sinfonía concertante, al igual que otras piezas escritas por Johann Christian Bach, así como por Haydn y Mozart. Esto también queda claro en dos creaciones inacabadas anteriores de la pluma de Beethoven: la Romanza cantabile en mi menor para flauta, fagot, piano y orquesta, esbozada en 1786-87 y publicada en 1952 en Wiesbaden; y la Concertante en re mayor, iniciada en 1802 y destinada a un concierto previsto para la primavera de 1803 pero no realizado. Con su partitura de piano en trío, la Concertante habría sido diseñada para la misma partitura que el Triple concierto. Esta obra sigue el mismo patrón que el Concierto para piano n.º 1 de Beethoven. En comparación con su Concierto para piano n.° 3, sin embargo, hay una diferencia: mientras que en el n.° 3 se da mayor peso a la parte orquestal de lo habitual hasta ese momento, en el Triple concierto se enfatiza la parte de los solistas. Debido al predominio del violonchelo sobre el violín, presenta un carácter más próximo al de un concierto para violonchelo. Los temas tienden a divagar, su desarrollo es más bien desordenado y no hay cadenzas vistosas; a favor de la obra hay que señalar los sutiles efectos para los solistas y su imaginativa interacción con la orquesta. El concierto sigue todos los patrones esperados.

### I.Allegro
El primer movimiento, Allegro, está escrito en la tonalidad de do mayor, en compás de 4/4 y adopta la forma sonata, con los temas principales expuestos por la orquesta antes de que aparezcan los solistas. De manera inusual para un concierto de esta escala, comienza muy calmadamente con un crescendo que nos lleva hasta un fortissimo en sol mayor. Se abre con un motivo similar a un recitativo en los violonchelos y contrabajos. El primer tema es optimista, elegante, ligeramente agitado pero nada pretencioso; es casi una melodía de marcha alemana. Las cuerdas restantes se unen a este motivo en el compás 7, las dos trompas en el compás 12 y la primera entrada del tutti de la orquesta en el compás 19. Le sigue la exposición con dos temas secundarios en la dominante que están vinculados de manera variable. El violonchelo entra solo con el primer tema. Primero acompañado por violines y violas, toca el motivo inicial en el registro tenor y después, esta vez sin acompañamiento, abre la exposición individual. A continuación los dos solistas de cuerda intervienen con su versión del primer tema. El tema es retomado primero por el violín junto con las trompas (compás 85) y luego por el piano (compás 97), con las cuerdas desempeñando un papel secundario. Los solistas desarrollan este material a veces individualmente, a veces las cuerdas alternando con el piano, otras veces en conjunción con diversos componentes de la orquesta. Por lo general sólo un solista asume el protagonismo cada vez, aunque sólo sea durante unos compases. Esta educada alternancia alarga el Allegro más allá de lo que merece su material temático, el ingenioso diálogo entre los instrumentos casi compensa su escaso contenido. La conclusión es similar a la del Concierto para piano n.º 3 del propio Beethoven, compuesto unos cuatro años antes, con elementos calados en la transición a la recapitulación y escalas ascendentes en la coda.
Un rasgo común es un ritmo con puntillo (breve-largo, breve-largo). Le aporta un aire de gracia y pompa que no es exactamente "heroico", pero que habría transmitido un carácter de dignidad a la moda de los oyentes contemporáneos, tal vez un toque de la nobleza "caballeresca" que se estaba convirtiendo en un elemento popular de las novelas, obras de teatro, óperas y pinturas del primer Romanticismo contemporáneo de la obra. Dura entre dieciséis y diecinueve minutos.

### II.Largo
El segundo movimiento, Largo, está en la bemol mayor y en compás de 3/8. Es más compacto, muy poético y cantabile. El violonchelo solista acompañado por la cuerda presenta el tema cantabile con cierta extensión. El piano ofrece un apoyo atmosférico, mientras que los dos cordófonos solistas se encargan de la mayor parte del lirismo efusivo y persistente. La parte central es de naturaleza camerística debido a la instrumentación. La orquesta de cuerdas interviene en la última parte sin la participación de la sección de viento. Las nubes pasan durante un episodio en modo menor impuesto por la orquesta cerca del final, pero los solistas modulan de nuevo al modo mayor para una transición perfecta hacia el Finale, que lo sigue sin pausa. El Largo constituye una introducción a gran escala del Finale. El violonchelo y el violín comparten el material melódico mientras que el piano brinda un discreto acompañamiento. Dura entre cinco y seis minutos.

### III.Rondo alla Polacca
El tercer y último movimiento, Rondo alla Polacca, retoma la tonalidad inicial, el compás es 6/8 y responde a una forma rondó. No hay interrupción entre el Largo y el Finale ya que en la partitura figura la indicación attacca. La denominación "polaca" hace referencia más al ritmo que a la apropiación de melodías folclóricas. Es una polonesa (también llamada "polacca"), emblema de la moda aristocrática en la era napoleónica, que se ajusta así al carácter de "entretenimiento cortés" que caracteriza a este concierto como un todo. El ritmo de bolero, también característico de la polonesa, se puede escuchar en el tema menor central. Se inicia con dulzura, aunque con algunos giros complicados para las cuerdas. El espíritu se eleva durante el resto del rondó, con un ritmo ligero pero marcadamente palpitante (no obstante, hay una polonesa obvia justo en medio de todo ello) y varios pasajes rápidos para los solistas de cuerda. El trío se precipita a través de un penúltimo y trepidante episodio, pero se ralentiza para su última sección, similar a una danza, mientras la orquesta sigue intentando cortar con una gran conclusión afirmativa. Este rondó destaca por sus suaves transiciones entre ritornello y coplas, así como por la transición rutinaria del trío de piano a las escalas al unísono de los compases finales. Dura entre trece y catorce minutos. 

## Recepción de la obra
Tras el estreno la obra no tuvo buena acogida y ha recibido escasa atención desde entonces. El periódico Allgemeine musikalische Zeitung recoge el estreno en abril de 1808 en Leipzig, así como una interpretación posterior en mayo del mismo año en Viena. Según las reseñas publicadas en AmZ los solistas, no identificados para el concierto de Viena, no hicieron un buen trabajo.

## Discografía selecta
- 1949 – John Corigliano, Leonard Rose, Walter Hendl, Bruno Walter, Filarmónica de Nueva York.
- 1958 – David Óistraj, Sviatoslav Knushevitsky, Lev Oborin, Malcolm Sargent, Orquesta Philharmonia.
- 1962 – Jaime Laredo, Leslie Parnas, Rudolf Serkin, Alexander Schneider, Orquesta del Festival Marlboro.
- 1964 – Yehudi Menuhin, Maurice Gendron, Hephzibah Menuhin, István Kertész, Sinfónica de Londres .
- 1964 – Isaac Stern, Leonard Rose, Eugene Istomin, Eugene Ormandy, Orquesta de Filadelfia .
- 1969 – David Óistraj, Mstislav Rostropovich, Sviatoslav Richter, Herbert von Karajan, Filarmónica de Berlín .
- 1974 – Suk Trio, Kurt Masur, Orquesta Filarmónica Checa .
- 1979 – Anne-Sophie Mutter, Yo-Yo Ma, Mark Zeltser, Herbert von Karajan, Filarmónica de Berlín.
- 1988 – Trío Zíngara, Edward Heath, Orquesta de Cámara Inglesa.
- 1995 – Itzhak Perlman, Yo-Yo Ma, Daniel Barenboim, Daniel Barenboim, Filarmónica de Berlín.
- 1997 – Dong-Suk Kang, Maria Kliegel, Jenő Jandó, Béla Drahos, Nicolaus Esterházy Sinfonia.
- 2003 – Renaud Capuçon, Mischa Maisky, Martha Argerich, Alexandre Rabinovitch, Orchestra della Svizzera Italiana .
- 2004 – Thomas Zehetmair, Clemens Hagen, Pierre-Laurent Aimard, Nikolaus Harnoncourt, Orquesta de Cámara de Europa .
- 2005 – Gordan Nikolitch, Tim Hugh, Lars Vogt, Bernard Haitink, Sinfónica de Londres.
- 2006 – Ilya Gringolts, Mario Brunello, Alexander Lonquich, Claudio Abbado, Orquesta Sinfónica Simón Bolívar .
- 2019 – Anne-Sophie Mutter, Yo-Yo Ma, Daniel Barenboim, West-Eastern Divan Orchestra .
- 2021 – Isabelle Faust, Jean-Guihen Queyras y Aleksandr Mélnikov, Pablo Heras-Casado, Orquesta Barroca de Friburgo.